# Harmunichs
Die Harmunichs sind ein A-cappella-Ensemble aus München, das sich dem vierstimmigen Barbershop-Stil verschrieben hat. Die Harmunichs wurden im Mai 1995 als erster Barbershop-Chor Münchens unter dem Namen Bavarian Harmony Chorus gegründet. Die Sieger der deutschen Barbershop-Meisterschaft 2006, 2016 und 2018 vereinen in ihrem überwiegend englischsprachigen Repertoire klassische Barbershop-Stücke mit Arrangements aus den Bereichen Pop und Rock.
Neben ihren eigenen Konzerten mit unterhaltsamen Konzepten und verschiedenen Engagements sind die Harmunichs auch mit ihrer großen Auswahl an schwungvollen englischen Weihnachtsliedern und einigen Gospels inzwischen fester Bestandteil der Unterhaltung auf den Münchner Weihnachtsmärkten geworden und haben sich zudem als Vokalensemble für die festliche Untermalung von Hochzeiten, Geburtstagen und Firmenfeiern etabliert. Nicht zuletzt seit ihrem Auftritt beim Grand Prix der Chöre im ZDF 2007 sind die Harmunichs auch weit über die Grenzen Münchens bekannt.

## Geschichte
Die Harmunichs wurden 1995 als erster Barbershop-Chor Münchens unter dem Namen Bavarian Harmony Chorus gegründet. Den entscheidenden Impuls dazu gab Kelly Graves, eine engagierte Sängerin aus den USA, die viel Barbershop-Erfahrung aus ihrem Heimatland in den jungen Chor mitbrachte.
Nach mehreren Wechseln in der Chorleitung übernahm im September 2001 die seit 1987 in Deutschland lebende US-Amerikanerin Monica Knox die Leitung des damals aus 15 Sängerinnen bestehenden Ensembles. Monica Knox ist ausgebildete Sängerin und engagiert sich bereits seit ihrer Jugend in verschiedenen Chören und Soloprojekten; mit ihrem Quartett Chromagic konnte sie mehrfach erfolgreich an den deutschen Barbershop-Meisterschaften teilnehmen.
Unter ihrer musikalischen Leitung haben sich die Harmunichs kontinuierlich gesteigert und konnten 2006, 2016, 2018 und 2023 ihre größten Erfolge feiern, als sie beim alle zwei Jahre stattfindenden Wettbewerb des deutschen Barbershop Verbands BinG! Sieger der deutschen Meisterschaften in Dortmund und München wurden. Im April 2019 wurden die Harmunichs beim internationalen Chorwettbewerb der Spanish Association of Barbershop Singers (SABS) ebenfalls mit der Goldmedaille ausgezeichnet. 
Seit dem 18. Februar 2002 sind die Harmunichs ein eingetragener Verein und Mitglied im Bayerischen Sängerbund sowie im deutschen Barbershop Dachverband BinG!.
Der Chor hat etwa 45 aktive Sängerinnen (Stand April 2024).

## Repertoire
Die Harmunichs haben sich dem vierstimmigen A-cappella-Gesangsstil Barbershop verschrieben. Dieser Stil geht auf gesellige Zusammentreffen in den Frisörsalons der USA Ende des 19. Jahrhunderts zurück. Dort vertrieben sich die wartenden Herren die Zeit mit spontanen, improvisierten Gesangseinlagen. Barbershop zeichnet sich durch enge Harmoniesätze aus, die die Erzeugung von Ober- und Untertönen ermöglichen.
Neben klassischen Barbershop-Arrangements – wie The Moment I Saw Your Eyes oder Sweet Georgia Brown, die ihren amerikanischen Ursprung auch durch die Nähe zur Jazzmusik erkennen lassen, führen die Harmunichs auch Evergreens wie Hello, Mary Lou und bekannte Popsongs, wie Happy Together oder Under the Boardwalk in ihrem Repertoire.
Die Goldmedaille ersangen sich die „Nixen“ 2018 im kompletten im Steampunk-Outfit mit den Queen-Songs Somebody to love und einem Medley aus Play the game / Killer Queen und rissen damit ihr Publikum vor Begeisterung von den Stühlen.
Beim Barbershop Musikfestival 2023 in Dortmund gewannen die Harmunichs zum dritten Mal in Folge Gold für ihr Medley aus Superwoman (Alicia Keys) und Change (Christina Aguilera) sowie ihre Darbietung von Man in the Mirror (Michael Jackson).

## Erfolge
| 2002 | 4. Platz bei den deutschen Barbershop-Meisterschaften in Dortmund       |
| 2004 | 4. Platz bei den deutschen Barbershop-Meisterschaften in Dortmund       |
| 2005 | Teilnahme an den europäischen Meisterschaften in Holland                |
| 2006 | 1. Platz bei den deutschen Barbershop-Meisterschaften in Dortmund       |
| 2007 | Teilnahme am Grand Prix der Chöre im ZDF                                |
| 2008 | 2. Platz bei den deutschen Barbershop-Meisterschaften in Dortmund       |
| 2009 | Teilnahme an den europäischen Meisterschaften in Holland                |
| 2012 | 2. Platz bei den deutschen Barbershop-Meisterschaften in Dortmund       |
| 2014 | 2. Platz bei den deutschen Barbershop-Meisterschaften in Dortmund       |
| 2016 | Crescendopokal bei den deutschen Barbershop-Meisterschaften in München  |
| 2016 | 1. Platz bei den deutschen Barbershop-Meisterschaften in München        |
| 2018 | 1. Platz bei den deutschen Barbershop Meisterschaften in München        |
| 2019 | 1. Platz bei den internationalen Spanischen Barbershop Meisterschaften  |
| 2023 | 1. Platz bei den deutschen Barbershop-Meisterschaften in Dortmund       |
| 2024 | Publikumspreis bei den deutschen Barbershop-Meisterschaften in Dortmund |